# Leistungspegel
Leistungspegel geben in der Elektrotechnik die elektrische Leistung in logarithmischer Form an, um sowohl sehr große als auch sehr kleine Leistungsangaben einfach handhaben zu können.
Der Leistungspegel ist ein absoluter Wert, der als in Dezibel ausgedrücktes Verhältnis zu einer Bezugsgröße, typischerweise 1 mW (Dezibel Milliwatt: dBm), angegeben wird. In der EMV ist bei kleinen Grenzwerten die Angabe in dBpW (Bezugsgröße 1 Pikowatt) üblich, bei hohen Leistungen kann z. B. auch auf 1 W (Dezibel Watt: dBW) Bezug genommen werden.
Eine Pegelangabe in Dezibel ohne Nennung der zugehörigen Bezugsgröße ist wertlos.

## Definition
Der Leistungspegel wird oft mit den Buchstaben LP (L = engl. Level, P = engl. Power) gekennzeichnet und als Dezibelwert angegeben.
dB (Dezibel) ist die Einheit des Leistungspegels LP, der das Verhältnis einer Leistung P im Vergleich zu einer Bezugsleistung P0 beschreibt.
{\displaystyle L_{P}=10\,\lg \left({\frac {P}{P_{0}}}\right)\operatorname {dB} }
Dabei ist
{\displaystyle P} die betrachtete Leistung, betrachtete Größe
{\displaystyle P_{0}} die Bezugsleistung, Bezugsgröße (Referenz)
{\displaystyle \lg } der Logarithmus zur Basis 10
Ist der Bezugswert 1 mW (Milliwatt), dann wird der Leistungspegel in der Einheit dBm angegeben.
Die Leistungspegel in der Datenübertragung und auf Telefonleitungen werden in V.2 der V-Empfehlungen der ITU-T-Standards definiert (die V-Empfehlungen der ITU beziehen sich auf die Datenübertragung in Fernsprechnetzen und beinhalten allgemeine Definitionen, Schnittstellen- und Modemspezifikationen, Breitbandmodems, die Fehleranzeige und Datenkompression sowie die Übertragungsqualität).

## dB
dB (Dezibel) ist die Einheit des Leistungspegels LP, der das Verhältnis einer Leistung P1 im Vergleich zu einer anderen Leistung P2 beschreibt.
{\displaystyle L_{P}{(\operatorname {dB} )}=10\log _{10}\left({\frac {P_{1}}{P_{2}}}\right)}
| P1/P2    | dB     | Beschreibung    |
| -------- | ------ | --------------- |
| 0,001    | −30 dB | Abschwächung    |
| 0,010    | −20 dB | Abschwächung    |
| 0,100    | −10 dB | Abschwächung    |
| 1 000    | 0 dB   | 1:1-Übertragung |
| 10 000   | 10 dB  | Verstärkung     |
| 100 000  | 20 dB  | Verstärkung     |
| 1000 000 | 30 dB  | Verstärkung     |

Ein Dezibel (dB) ist in der Leistungsmessung eine Einheit für das logarithmische Verhältnis zweier Leistungspegel und damit eine Größe der Dimension Zahl für ein Leistungsverhältnis. Bei Verwendung von festen Bezugsleistungen wie z. B. P0 = 1 mW = 0,001 Watt ergibt sich eine Größe der Dimension Zahl für eine Leistung, wozu das dB mit einem Anhängsel m oder W gekennzeichnet wird.

## dBm
dBm (Dezibel Milliwatt) ist die Einheit des Leistungspegels LP, der das Verhältnis einer Leistung P im Vergleich zur Bezugsleistung von 1 mW beschreibt.
{\displaystyle L_{P}{(\operatorname {dBm} )}=10\log _{10}\left({\frac {P}{1\,\operatorname {mW} }}\right)}
und in der Umkehrung, wenn die Leistung gesucht ist:
{\displaystyle P{(\operatorname {mW} )}=10^{^{\left({\frac {L_{P}{(\operatorname {dBm} )}}{10}}\right)}}\cdot 1\,\operatorname {mW} }
1 mW entspricht 0 dBm, Werte über 1 mW ergeben positive dBm-Werte, Werte unter 1 mW negative.
Die Einheit dBm wird z. B. für die Sendeleistung oder den RSSI-Wert (Received Signal Strength Indication) benutzt. Bei letzterem kann statt dBm auch die Einheit ASU (Arbitrary Strength Unit) benutzt werden.

## dBW
dBW (Dezibel Watt) ist die Einheit des Leistungspegels LP, der das Verhältnis einer Leistung P im Vergleich zur Bezugsleistung von 1 W beschreibt.
{\displaystyle L_{P}{(\operatorname {dBW} )}=10\log _{10}\left({\frac {P}{1\,\operatorname {W} }}\right)}
und in der Umkehrung, wenn die Leistung gesucht ist
{\displaystyle P{(\operatorname {W} )}=10^{^{\left({\frac {L_{P}{(\operatorname {dBW} )}}{10}}\right)}}\cdot 1\,\operatorname {W} }
1 W entspricht 0 dBW, Werte über 1 W ergeben positive dBW-Werte, Werte unter 1 W negative.

## Umrechnung
Dezibel Milliwatt (dBm) und Dezibel Watt (dBW) können direkt ineinander umgerechnet werden, sie unterscheiden sich um jeweils 30 dB (Faktor 1000).
{\displaystyle L_{P}{(\operatorname {dBm} )}=L_{P}{(\operatorname {dBW} )}+30\operatorname {dB} }
| Leistung | dBm     | dBW      |
| -------- | ------- | -------- |
| 1 pW     | −90 dBm | −120 dBW |
| 1 nW     | −60 dBm | −90 dBW  |
| 1 µW     | −30 dBm | −60 dBW  |
| 10 µW    | −20 dBm | −50 dBW  |
| 100 µW   | −10 dBm | −40 dBW  |
| 1 mW     | 0 dBm   | −30 dBW  |
| 10 mW    | 10 dBm  | −20 dBW  |
| 100 mW   | 20 dBm  | −10 dBW  |
| 1 W      | 30 dBm  | 0 dBW    |
| 10 W     | 40 dBm  | 10 dBW   |
| 100 W    | 50 dBm  | 20 dBW   |
| 1 kW     | 60 dBm  | 30 dBW   |
| 1 MW     | 90 dBm  | 60 dBW   |
| 1 GW     | 120 dBm | 90 dBW   |

Beim Rechnen mit dBm (bzw. dBW) gilt folgendes zu beachten:
{\displaystyle {\begin{aligned}{\textrm {dB}}&\pm {\textrm {dB}}&&={\textrm {dB}}\\{\textrm {dBm}}&\pm {\textrm {dB}}&&={\textrm {dBm}}\\{\textrm {dBm}}&-{\textrm {dBm}}&&={\textrm {dB}}\\{\textrm {dBm}}&+{\textrm {dBm}}&&:{\textrm {nicht}}\,{\textrm {definiert}}\end{aligned}}}
Der Leistungspegel gilt nur für leistungsproportionale Größen und nicht für feldstärkenproportionale. Letztere (wie z. B. die Spannung) müssen entsprechend mit 20·log10 berechnet werden.